# トーマス・リチャーズ
トーマス・リチャーズ（Thomas John Henry "Tom" Richards、1910年3月15日 - 1985年1月19日）は、ウェールズ出身の元陸上競技選手である。彼は、1948年に開催されたロンドンオリンピックのマラソンで銀メダルを獲得した。

## 経歴
ウェールズ出身のリチャーズは、ロンドンオリンピックのイギリス代表としてマラソンに出場した。1948年8月7日に実施されたマラソンには、41人の選手が出場し、そのうち30人が完走した。レースを終始リードしていたのは、ベルギー代表のエティエンヌ・ガイイだった。しかし、ガイイはゴールのウェンブリー・スタジアムに最初に戻ってきたものの、残り400メートルというところで転倒を繰り返し、40年前に同じロンドンで起きたドランド・ピエトリの悲劇のゴールシーンと酷似した状態になってしまった。その間に、アルゼンチン代表のデルフォ・カブレラとリチャーズがガイイに先行してゴールに入った。リチャーズはカブレラと16秒の差で銀メダルを獲得することになった。
彼は1950年のブリティッシュ・エンパイア・ゲームズにウェールズ代表としてマラソンに出場し、5位の成績を残している。その後1985年にロンドンで死去した。